# ロボガエル
日本のビジュアル系バンドグループ

## 概要
日本のビジュアル系バンドである。西暦2017年9月にリーダー秋輔（guitar）とロボ（vocal）の2人で新潟県長岡市で結成された。結成後、バンド名「ロボガエル」と決定。リーダー秋輔が、カエルが好きだからロボガエル。初ライブは、西暦2017年10月。秋輔1人で新潟Golden Pigsのライブに参加。西暦2018年1月にロボがライブに参加し本当の初ライブが実現した。6月にしゅんた（drums）がメンバーに入る。10月に3人フルメンバーでのライブが実現。2019年8月にファーストアルバムが完成。勝手に県内ツアーを回る。メンバーには、楽器とは別に担当を付けている。秋輔はカエル担当。ロボはロボット担当。しゅんたはグラサン担当。
《 ロボガエルワールド》という独特な雰囲気のライブを繰り広げている。ある意味、心を打つライブで、県内での知名度が上がる。3人の都合によりライブ編成が変わる。フルメンバーでのライブは、かなりレアなため運が良くないと見ることが出来ない。
活動拠点は新潟県長岡、三条。ライブは県内（上越、中越、下越）全域をカバーした県内ツアーを行ったが、聖地佐渡には行けていない。

## メンバー
カエル担当 :秋輔generalproducer
guitar     新潟県出身  2017年9月～
ロボット担当 :ロボ
vocal      月出身          2017年9月～
グラサン担当 :しゅんた
drums   新潟県出身 2018年6月～

## アルバム
ファースト      匣    13曲入り